# کریستیانو اسپیریتو
روح مسیحی (انگلیسی: Cristiano Spirito؛ زادهٔ ۱۲ ژانویهٔ ۱۹۹۲) بازیکن فوتبال اهل ایتالیا است.
از باشگاه‌هایی که در آن بازی کرده‌است می‌توان به باشگاه ورزشی لاتزیو و باشگاه فوتبال پارما اشاره کرد.